# Spišskopodhradské stráne
Spišskopodhradské stráne este o arie protejată (arie specială de conservare — SAC, sit de importanță comunitară — SCI) din Slovacia întinsă pe o suprafață de 55,05 ha, integral pe uscat.

## Localizare
Centrul sitului Spišskopodhradské stráne este situat la coordonatele 49°00′56″N 20°41′40″E / 49.015556°N 20.694444°E.

## Înființare
Situl Spišskopodhradské stráne a fost declarat sit de importanță comunitară în aprilie 2004 pentru a proteja 2 specii de plante. Situl a fost protejat și ca arie specială de conservare în martie 2004.

## Biodiversitate
Situată în ecoregiunea alpină, aria protejată conține 2 habitate naturale: Fânețe de joasă altitudine (Alopecurus pratensis, Sanguisorba officinalis), Pajiști uscate seminaturale și facies de acoperire cu tufișuri pe substraturi calcaroase (Festuco-Brometalia) (* situri importante pentru orhidee).
La baza desemnării sitului se află mai multe specii protejate de  plante (2): Pulsatilla slavica, Pulsatilla subslavica.
Pe lângă speciile protejate, pe teritoriul sitului au mai fost identificate 14 specii de plante, 5 specii de mamifere, 1 specie de nevertebrate, 3 specii de reptile.